# Круглодонна колба

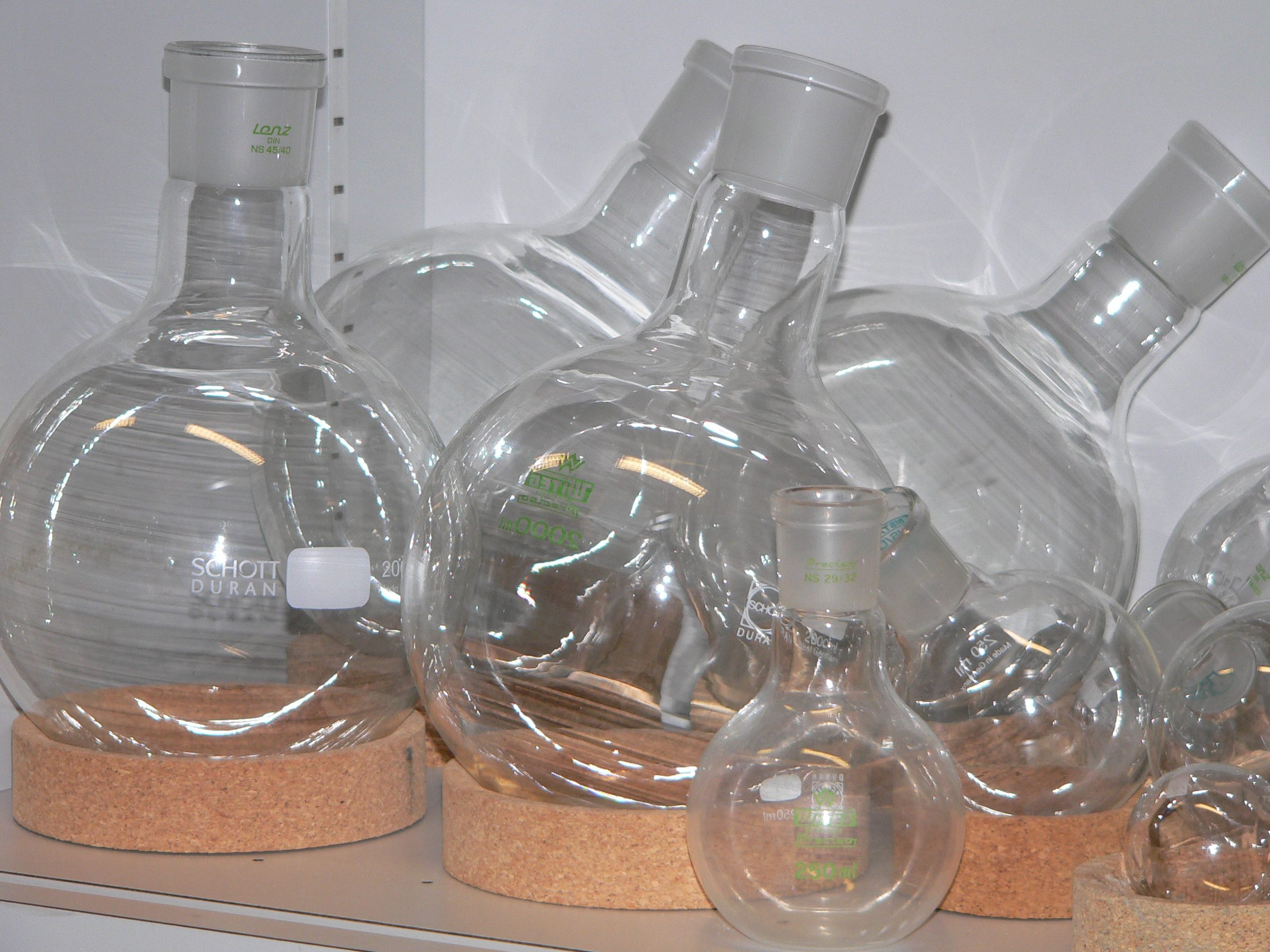
Круглодонні колби із шліфом

Круглодонна колба — колба з круглим дном і циліндричною шиєю. Колби виготовляють із термостійкого боросилікатного скла для проведення хімічних реакцій. Круглодонні колби із одною чи декількома шийками виготовляються різного об'єму від 5 мл. до 25 літрів.
Розрізняють:
- колби з довгою і короткою шийками
- колби з широкою і вузькою шийками
- колби з макрошліфом

Круглі форми колби сприяють рівномірному нагріву та добре витримують вакуум не загрожуючи Імплозією.

## Галерея

Основні типи круглодонних колб з вузькою та широкою шийками і макрошліфом
Дво — і тришийкові колби